# Odkrywca
Odkrywca – trzeci męski stopień harcerski w ZHP (wprowadzony w 2003 wraz z wprowadzeniem nowego podziału na grupy metodyczne). Jego oznaczeniem jest jedna krokiewka na pagonie oraz (fakultatywnie) srebrna lilijka nabita na krzyżu harcerskim. Zdobywają go harcerze w wieku 13–16 lat (harcerze starsi).

## WZHP
Wyższym stopniem jest Ćwik, a niższym Wywiadowca

### Idea stopnia
Uczestnicząc w harcerskim życiu, odkrywam swoje zainteresowania. Oceniam siebie i swoje postępowanie odwołując
się do Prawa Harcerskiego. Potrafię radzić sobie w różnych sytuacjach działając samodzielnie i odpowiedzialnie. Można na mnie polegać. Jestem uczynny, odważany, samodzielny.

### Wymagania do otwarcia próby
- zdobył stopień Wywiadowca. Jeśli nie posiada stopnia Wywiadowca, realizuje próbę Odkrywcy poszerzoną o wiadomości
i umiejętności zawarte w wymaganiach poprzednich stopni,

- aktywnie uczestniczy w życiu zastępu i drużyny.

### Czas próby
9-12 miesięcy

### Wymagania stopnia

#### I. Praca nad sobą
1. Określiłem swoją największą słabość i podejmę próbę wyeliminowania jej.
2. Aktywnie realizuję obowiązki wynikające z mojej wiary.
3. Wykazałem, że potrafię poświęcić własną przyjemność na rzecz obowiązku.
4. Zdobyłem nową umiejętność przydatną w gospodarstwie domowym.
5. Rzetelnie wykonuję swoje obowiązki domowe.
6. Zapisuję ustalone terminy i wyznaczone zadania, jestem punktualny i obowiązkowy.
7. Wziąłem udział w zaplanowaniu i zorganizowaniu akcji zarobkowej dla drużyny.
8. Dbam o sprzęt drużyny. Brałem udział w jego konserwacji.
9. Dbam o zdrowie i pamiętam o aktywnym odpoczynku, odpowiedniej ilości snu, prawidłowym odżywianiu się, umiem radzić sobie z problemami okresu dojrzewania.
10. Załatwiłem powierzoną mi sprawę w instytucji lub urzędzie.
11. Zorganizowałem wyjście zastępu lub drużyny (grupy koleżanek lub kolegów) do kina, teatru, na koncert, do muzeum lub inną imprezę kulturalną.
12. Potrafię w prostych sytuacjach porozumieć się w języku obcym.
13. Umiejętnie korzystam z Internetu (wyszukuję potrzebne informacje, posiadam adres e-mail).

#### II. Doskonalenie harcerskie
1. Potrafię wskazać główne etapy w dziejach harcerstwa.
2. Odwiedziłem komendę mojego hufca. Znam adres komendy mojej chorągwi i Głównej Kwatery. Wiem, jak nazywa się komendant hufca, komendant chorągwi, Naczelnik ZHP i Przewodniczący ZHP.
3. Wiem, jakie inne organizacje harcerskie działają w Polsce.
4. Czytam książki o tematyce harcerskiej.
5. Znam strukturę ZHP.
6. Potrafię ocenić czynności życiowe (tętno i oddech), znam prawidłowe tętno dzieci i dorosłych. Potrafię postąpić w przypadku utraty przytomności, ułożyć chorego w pozycji bocznej bezpiecznej. Umiem zastosować różne sposoby przenoszenia poszkodowanych. Potrafię postępować w przypadku zatrucia pokarmowego.
7. Odnalazłem na mapie miejsce, w którym się znajduję, poprowadziłem w czasie gry terenowej lub wycieczki zastęp według mapy topograficznej. Na podstawie mapy topograficznej określiłem długość trasy, nachylenie terenu, przybliżony czas marszu, azymut na dany punkt. Zmierzyłem w terenie odległość i wysokość.
8. Kierowałem budową urządzenia obozowego według własnego projektu. Umiem sprawnie posługiwać się sprzętem pionierskim. Potrafię zawiązać co najmniej 10 węzłów i ich zastosowanie.
9. Brałem udział w organizacji wycieczki zastępu lub drużyny.
10. Wyrobiłem w sobie pożyteczne nawyki ekologiczne (oszczędzam wodę, gaszę światło, segreguję odpady).
11. Wiem, co to jest park narodowy, park krajobrazowy i rezerwat przyrody. Wymienię kilka polskich parków narodowych oraz wskażę występujące w nich osobliwości przyrodnicze. Odwiedziłem jeden z parków narodowych, krajobrazowych lub rezerwatów.

#### III. Poszukiwanie pól służby
1. Poznaję historię swojej miejscowości. Wiem, co wyróżnia ją spośród innych (np. znane postacie, historyczne wydarzenia, zabytki, sztuka ludowa).
2. Wiem, na czym polega demokracja. Brałem udział w demokratycznym podejmowaniu decyzji.

W okresie próby uczestniczyłem w obozie lub zimowisku harcerskim oraz w co najmniej dwóch biwakach lub rajdach, zrealizowałem co najmniej trzy projekty, w tym przynajmniej jeden na rzecz środowiska (np. szkoły, osiedla). Zdobyłem w tym czasie przynajmniej trzy sprawności (dwugwiazdkowe lub trzygwiazdkowe).
Próbę można poszerzyć o dodatkowe wymagania przyjęte w środowisku.